# Mesosmittia prolixa
Mesosmittia prolixa är en tvåvingeart som beskrevs av Ole Anton Saether 1985. Mesosmittia prolixa ingår i släktet Mesosmittia och familjen fjädermyggor.
Artens utbredningsområde är Kansas. Inga underarter finns listade i Catalogue of Life.